# Башевис-Зингер, Исаак
Исаа́к (И́цхок, А́йзек) Баше́вис-Зи́нгер (идиш יצחק באַשעװיס‎ — Ицхок Башевис, позже идиш יצחק באַשעוויס-זינגער‎ — Ицхок Башевис-Зингер, настоящая фамилия Зингер, англ. Isaac Bashevis Singer; 21 ноября 1902, Леончин, Царство Польское, Российская империя — 24 июля 1991, Майами, штат Флорида, США) — американский еврейский писатель. Писал на идише, жил и работал в Нью-Йорке. Лауреат Нобелевской премии по литературе за 1978 год.

## Биография
Точный год и дата рождения писателя неизвестны, в различных прижизненных документах им самим указывались 1902—1904 годы, и несколько разных дат в апреле, мае, июне, июле и ноябре; родился в маленькой деревне Леончин под Варшавой, где его отец Пинхус-Мендл Шмулевич Зингер (1868—?), уроженец Томашова Люблинской губернии, был раввином хасидского толка. Его мать Шейва Яков-Мордковна Зильберман (1871—?) также происходила из раввинской семьи местечка Порицк Владимир-Волынского уезда Волынской губернии. Родители заключили брак в Белгорае 2 (14) июня 1889 года. Старший брат — Исроэл-Иешуа Зингер — стал писателем, как и сестра — Хинда Эстер Крейтман (1891—1954). В 1906 году семья переехала в Радзимин, в 1908 году в Варшаву, в 1917 году он с матерью и младшим братом Мойше уехал в Билгорай, а в 1921 году семья вновь воссоединилась в Варшаве.
Зингер учился в традиционном хедере; очень увлекался чтением. В 1920 году поступил в иешиву, однако бросил учёбу через несколько месяцев.
В 1923 году приехал в Варшаву, где остался надолго. Сначала работал корректором в еврейском литературном журнале, который издавал его брат Исроэл-Иешуа Зингер. В это время открыл в себе интерес к философии, физиологии, психологии, а также естественным и оккультным наукам. Именно в этот период впервые начал писать прозу.
В 1925 году в журнале «Литерарише блетер» («Литературные листки»), где он работал в это время, появляется его первый рассказ «В старости». Произведение было напечатано под псевдонимом Це. После этого Зингер стал довольно регулярно писать короткие рассказы. Вместе с этим он переводил на идиш произведения таких писателей, как Кнут Гамсун, Томас Манн, Эрих Мария Ремарк.
Некоторое время состоял в отношениях с Рахилью (Роней) Шапиро, дочерью раввина, которая придерживалась коммунистических взглядов: о ней в своей автобиографии Башевис-Зингер писал «Не мой тип, никогда». Если он в итоге эмигрирует в США, то она отправится в СССР, а затем в Палестину. В 1929 году родился их единственный сын Исраэль «Гиги» Замир, будущий израильский журналист, который впоследствии переводил некоторые отцовские произведения на иврит и даже встречался с отцом в США.
В 1933 году Башевис-Зингер становится заместителем редактора литературного журнала «Глобус». В этом же журнале в 1934 году был частично опубликован его первый роман «Сатана в Горае» (полностью роман издан в 1943 году).
В 1935 году переехал в США. Его старший брат Исроэл-Иешуа устроил его на работу в ежедневную еврейскую газету «Форвертс» («Вперёд»), где Исаак Башевис-Зингер проработал 20 лет. Он писал новости, фельетоны, заметки и рассказы под псевдонимами Варшавский, Сегал и Башевис (производное от имени матери писателя, дословно «(сын) Башевы»).
В 1937 году опубликовал роман «Мессианствующий грешник». В 1940 году Зингер женился на Альме Вассерман, которая была, так же как и он, эмигранткой. Через три года он получил американское гражданство. В 1944 году у писателя произошёл творческий кризис, связанный со смертью старшего брата. Другой его брат, Мойше (1906—1946), ставший раввином, в годы Второй мировой войны находился с женой и матерью в эвакуации в Джамбуле, где и скончался. В 1945 году Башевис-Зингер приступил к работе над романом «Семья Мускат».
В 1964 году писатель стал первым почётным членом Национального института искусств и культуры, а в 1969 году был удостоен Национальной книжной премии по детской литературе.
В 1978 году Исаак Башевис-Зингер был удостоен Нобелевской премии по литературе «за эмоциональное искусство повествования, которое, уходя своими корнями в польско-еврейские культурные традиции, поднимает вместе с тем вечные вопросы».
В 1989 году получил Американскую литературную премию ПЕН/Фолкнер.
Умер 24 июля 1991 года, похоронен на кладбище округа Берген (штат Нью-Джерси).

## Семья
Племянник — британский переводчик и литературный критик Моррис Крейтман (псевдонимы Martin Lea и Maurice Carr; 1914—2003).

## Прямые переводы с идиша на русский язык
- Раб (роман). Перевод Рахили Баумволь. Иерусалим: Библиотека «Алия», 1976; М.: Текст, 2006. — 384 с.
- Рассказы (в сборнике «Шоша. Рассказы»). Перевод Льва Беринского. М.: РИК Культура — Текст, 1991.
- Люблинский штукарь (роман). Перевод Асара Эппеля. М.: Лимбус-Пресс, 1997; М.: БСГ Пресс — Иностранка, 2002; М.: Текст, 2007 и 2011. — 315 с.
- Папин домашний суд. Перевод Муси Вигдорович (Рязанской). М.: Текст 2007 и 2008. — 256 с.
- Сатана в Горае (роман). Перевод Исроэла Некрасова. М.: Текст, 2009. — 192 с.
- Враги: история любви (роман). Перевод Валентины Федченко. М.: Текст — Книжники, 2012. — 352 с.
- Поместье (роман). Перевод Исроэла Некрасова. В двух книгах. М.: Текст — Книжники, 2014. — 574 с. и 637 с.
- Тени над Гудзоном (роман). Перевод Велвла Чернина. М.: Текст — Книжники, 2015. — 653 с.
- Пена (роман). Перевод Исроэла Некрасова. М.: Текст — Книжники, 2016. — 253 с.
- Шоша (роман). Перевод Валентины Федченко. М.: Текст — Книжники, 2017. — 318 с.
- Кукареку: рассказы. Перевод с идиша и сост. Льва Беринского. — М.: Текст — Книжники, 2017. — 288 с. — (Блуждающие звёзды)
- Шарлатан (роман). Перевод Исроэла Некрасова. М.: Книжники, 2024. — 304 с.

## Произведения, переведённые на английский язык
- Семья Мускат (1950)

рус. пер.: Зингер, Исаак Башевис. Семья Мускат (пер. с англ. А. Ливерганта). — М.: Текст, 2010. — 877 с. — ISBN 978-5-7516-0889-7.
- en:Gimpel the Fool (1953)
- Сатана в Горае (1955)

рус. пер.: Сатана в Горае (пер. И. Некрасова). — М.: Текст, 2009. — 192 с. — ISBN 978-5-7516-0813-2.
- Волшебник из Люблина (1960)

Люблинский штукарь: роман / И. Башевис Зингер; пер. с идиша А. Эппеля. — М.: Текст, 2011. — 314 с. — (Проза еврейской жизни). — ISBN 978-5-7516-0945-0
- Раб (1962)

рус. пер.: Раб (пер. Р. Баумволь). — М.: Текст, 2011. — 382 с. — ISBN 978-5-7516-0938-2.
- Zlateh the Goat and Other Stories (1966)
- Мазл и шлимазл (1967)
- Поместье (1967)
- en:When Shlemiel Went to Warsaw and Other Stories (1968)
- Усадьба (1969)
- Голем (1969)

рус. пер.: Голем (пер. с англ. И. Берштейн). — М.: Текст, 2011. — 48 с. — ISBN 978-5-7516-0949-8.
- Илия, раб (1970)
- Жертва Вистулы (1970)
- Торпси-турви, китайский император (1971)
- Враги, история любви (1972)

рус. пер.: Враги. История любви (пер. с идиша В. Федченко). — М.: Текст, 2012. — 352 с. — ISBN 978-5-7516-1114-9 .
- Грешный город (1972)
- Хасидим (1973)
- Хелмские глупцы (1975)
- Сказочник Нафтали и его лошадь Сус (1976)
- Шоша (1978)

рус.пер.: Шоша. Роман, рассказы.(пер. с английского и идиша). — М.: Текст, 1991. — 336 с. — ISBN 5-8334-0001-5.
- Молодой человек в поисках любви (1978)
- Раскаявшийся (1983)

рус. пер.: Раскаявшийся (пер. В. Ананьев). — М.: Текст, 2008. — 192 с. — ISBN 978-5-7516-0759-3.
- Ноах выбирает голубя (1984)

рус. пер.: Почему Ной выбрал голубя? (пер. В. Пророковой). — М.: Текст, 2009. — 32 с. — ISBN 978-5-7516-0841-5.
- Царь полей (1988)
- Пена (1991)
- Сертификат (1992)
- Мешуга (1994)

рус. пер.: Мешуга (пер. с англ. Нины Брумберг. Под ред. А. Славинской). — М.: Амфора, 2001. — 311 с. — ISBN 5-94278-007-2.
- Тени над Гудзоном (1997)

### Критика перевода на русский язык
Существует мнение, что в большинстве переводов Башевиса-Зингера на русский язык присутствует значительное количество неточностей по причине того, что они были выполнены с английского, а не с идиша — языка оригинала.

## Театральные постановки
- Московский Художественный театр имени А. П. Чехова: «Тойбеле и её демон» (1995)
- Московский еврейский театр «Шалом»: «Что ты в ней нашёл» (Шоша) (1997)
- Государственный драматический Театр на Литейном: «Тойбеле и её демон» (1995), «Последняя любовь» (2007)
- Московский драматический театр имени А. С. Пушкина: «В тени виноградника» (по мотивам рассказа «Последняя любовь», в гл. роли И. Ясулович, 2006)
- Московский театр «Современник»: «Враги. История любви» (2011)
- Театр на Малой Бронной: «Поздняя любовь» (2011)
- Московский драматический театр п/р Армена Джигарханяна: «Нас ждут далеко-далеко, не здесь» (2007)
- Харьковский академический русский драматический театр имени А. С. Пушкина: «Тойбеле и её демон»
- Харьковский (Украина) театр «Может быть»: «История любви» (2015)
- Киевский Национальный Академический театр русской драмы им. Леси Украинки: «Тойбеле и её демон» (реж. М. Резникович, 1996), «Последняя любовь» (реж. Н. Батурина, 2009)

## Экранизации
- Враги. История любви (1975)